# Albrecht Leo Merz
Albrecht Leo Merz (* 4. Februar 1884 in Schramberg; † 9. Februar 1967 in Stuttgart) war ein deutscher Senator und Gründer der Merz Schule sowie der Merz Akademie.

## Leben
Merz studierte Architektur in Berlin und Stuttgart. Im Ersten Weltkrieg war er Lehrer der Ballistik und Offizier an der Artillerie-Meßschule in Wahn bei Köln. Im Wandervogel gehörte er zu den Leitenden der Freideutschen Jugend. Das im November 1918 in Stuttgart von ihm gegründete Werkshaus mit Werkesschule musste 1933/34 offiziell geschlossen werden, Merz führte es aber privat weiter. Er erhielt Schreib- und Redeverbot. Ab 1934 betreute er die Lehrlingsausbildung der Klemm-Flugzeugwerke in Böblingen und arbeitete als freier Mitarbeiter ab 1942 am von Walther Rudolf Jaensch an der Charité gegründeten Institut für Konstitutionsforschung. Nach dem Krieg gründete er 1946 den Europäischen Werkring, eröffnete seine Schule wieder und erweiterte sie 1952 um eine Oberschule sowie 1956 um ein Internat.

## Pädagogik
Das pädagogische Anliegen von Albrecht Leo Merz bestand darin, Menschen heranzubilden, die alle ihre Fähigkeiten einsetzen, um geistiges Erkennen und schöpferisches Gestalten für Leben und Beruf zu verwenden, das heißt ganzheitliche Bildung junger Menschen im Wissenschaftlichen, Künstlerischen und Handwerklichen und das nicht in technikfeindlicher Absicht.

## Werke
- Manifest der Erziehung. Stuttgart 1947.